# Malilla
Malilla és un barri de la ciutat de València que forma part del districte de Quatre Carreres, al sud-est de la ciutat.
El barri es troba a l'oest del districte, i se situa entre els barris d'en Corts, na Rovella, la Fonteta de Sant Lluís i la Punta a l'est, el barri de Russafa (i futur Parc Central) del districte de l'Eixample al nord, els barris de la Raïosa, la Creu Coberta i Camí Reial del districte de Jesús a l'oest, i la pedania valenciana del Forn d'Alcedo del districte Pobles o Poblats del Sud al sud.
Té una forma de romboide irregular, més alt que ample, i té com a límits l'avinguda de Peris i Valero (de la Ronda de Trànsits) i la plaça de Manuel Sanchis Guarner al nord, l'avinguda d'Ausiàs March a l'est, el nou llit de la desembocadura del riu Túria al sud (obra del Pla Sud inaugurat el 1972) i que en l'actualitat acull a les seues vores la circumval·lació V-30, i les vies del ferrocarril a l'oest, que en el futur romandran subterrànies i formaran la futura avinguda del Poeta Federico García Lorca.
D'altra banda el barri és molt obert, creuat de nord a sud per vials llargs i rectes com són la carrera de Malilla, el carrer de l'enginyer Joaquim Benlloch i el carrer de Juan Ramón Jiménez, d'oest a est pel carrer de la pianista Amparo Iturbi, el carrer d'Oltà, el carrer de Bernat Descoll, l'encara inacabat carrer de l'Illa Cabrera, el carrer de l'Assagador del Moro, i finalment l'avinguda del pianista Martínez Carrasco que forma part de la gran Ronda Sud de València.
Malilla és dividida entre el nord, molt urbà i dominada per finques altes i el pont que sobrepassa les vies del tren; i el sud, encara sense edificar i en gran part terra erma i cases de camp aïllades, creuada diverses vegades per grans vials com la Ronda Sud, la línia de tren que es dirigeix a l'Estació de la Font de Sant Lluís i l'autovia de circumval·lació V-30. Al sud del barri, entre les vies del tren i l'autovia, hi ha el nucli de les Cases de Maset, tradicionalment ocupades per gent que es dedicava a cultivar l'horta.
La població total del barri el 2008 fou de 22.909

## Història
En època andalusí existia a les proximitats del poble de Russafa un rahal denominat Malilla, que segons el Llibre del Repartiment va ser donat pel rei Jaume I a Pere de Fontoba el 27 de gener de 1238. D'esta antiga alqueria va prendre el nom la carrera de Malilla, un camí que partia des de Russafa i que és una de les quatre carreres que van donar nom al districte de Quatre Carreres.
La vella carrera de Malilla serpentejava per l'interior del barri fins a arribar al Forn d'Alcedo, per tant no es correspon amb l'actual traçat de la carrera totalment rectilini que travessa de nord a sud el barri. Es pot contemplar part del traçat al "Camí de les Escoles de Malilla" (a l'extrem sud del barri) i també a l'est de l'actual carrera a l'altura del "carrer de l'Illa de Formentera".
L'any 1877, Malilla juntament amb la resta del territori de l'antic municipi de Russafa va passar a formar part del terme municipal de València, estant en l'actualitat la seua meitat nord totalment integrada en l'entramat urbà de la ciutat.

## Elements importants
Al sud del barri es troba l'Hospital de la Nova Fe, al marge meridional de la Ronda Sud i que va ser inaugurat el 2011 convertint-se en el més modern i major hospital de la ciutat amb 1200 llits i 35 sales d'operacions distribuïdes en un edifici de 267.000 m². Aquest edifici va substituir l'Hospital Universitari de la Fe que es trobava a l'avinguda de Campanar.
Disposa de tres col·legis de primària, els CEIP "Fernando de los Ríos", "Pablo Neruda" i "Mateu Cámara". També hi ha una oficina de correus situada a l'avinguda d'Ausiàs March.

## Transport
Malilla disposa de bons accessos gràcies a la Ronda Sud i connecta amb la segona ronda de circumval·lació (Ronda de Trànsits) a través de l'avinguda de Peris i Valero. Ocupa el cap de la principal eixida de la ciutat en direcció sud (direcció Alacant i Albacete), l'avinguda d'Ausiàs March - pista de Silla (V-31).
El barri és servit per les línies 6, 8, i 18, i el nitbús N7 de l'EMT de València.
S'hi preveu la futura construcció d'una estació de metro que l'enllace amb el centre i la línia 1, així com amb la futura Estació Central de València una vegada soterrades les vies del tren.
La línia 6 del tramvia té previst circumval·lar la ciutat per la "Ronda de Bulevards" i, per tant, transcorrerà per la Ronda Sud. Fins que estiga acabada, un autocar blanc de MetroValencia farà la funció d'aquesta línia de Metrorbital.
El projecte de la línia 8 del tramvia, que portarà com a nom "Tramvia de L'Horta Sud", tindrà a l'estació de nou hospital la seua connexió amb la resta de línies de la ciutat.